# Pustuța, Cluj
Pustuța (în maghiară Pusztaujfalu) este un sat în comuna Recea-Cristur din județul Cluj, Transilvania, România.

## Note

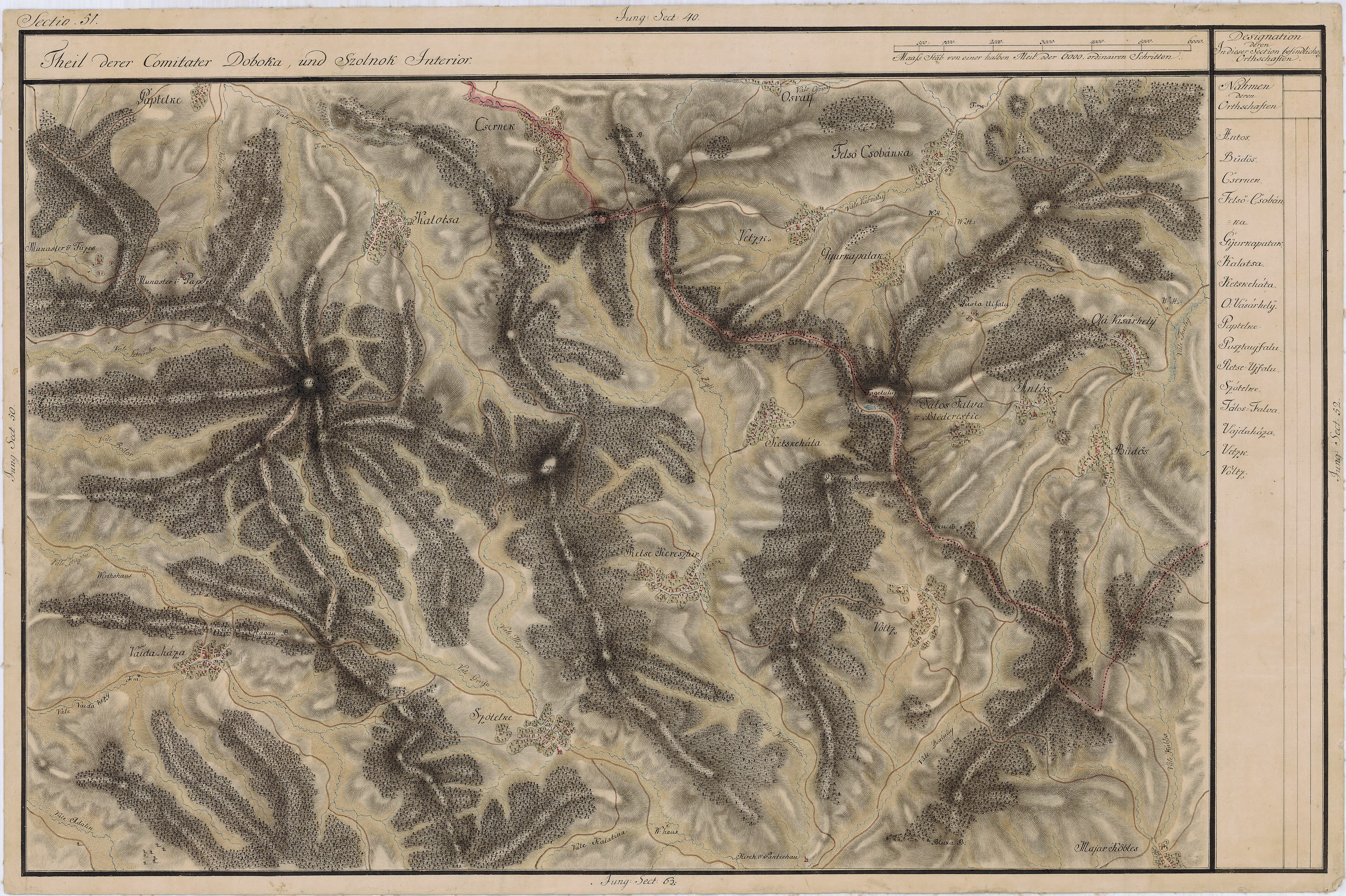
Pustuţa în Harta Iosefină a Transilvaniei, 1769-73

## Vezi și
- Biserica de lemn din Pustuța

## Imagini

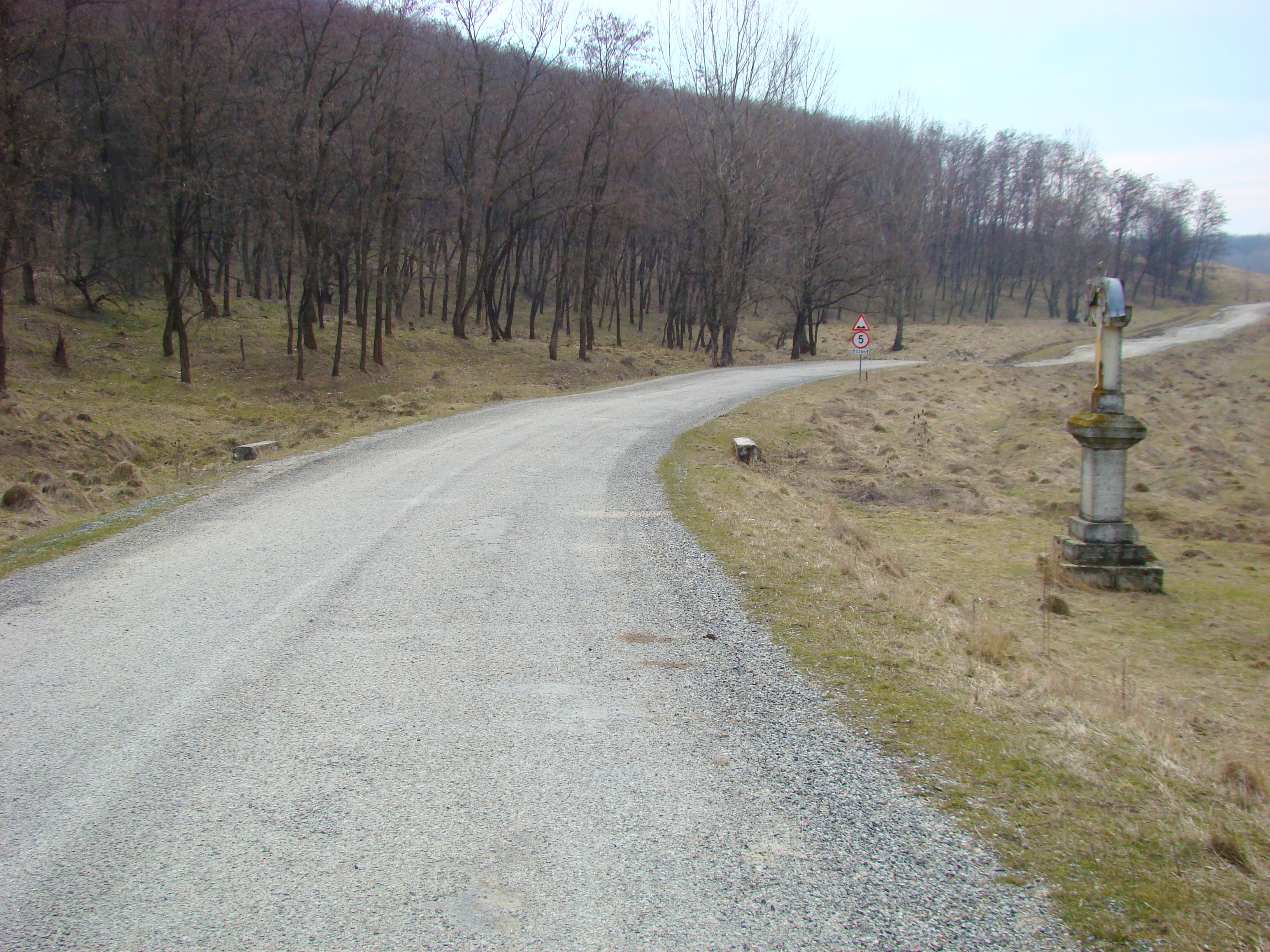
Drumul spre satul Pustuța
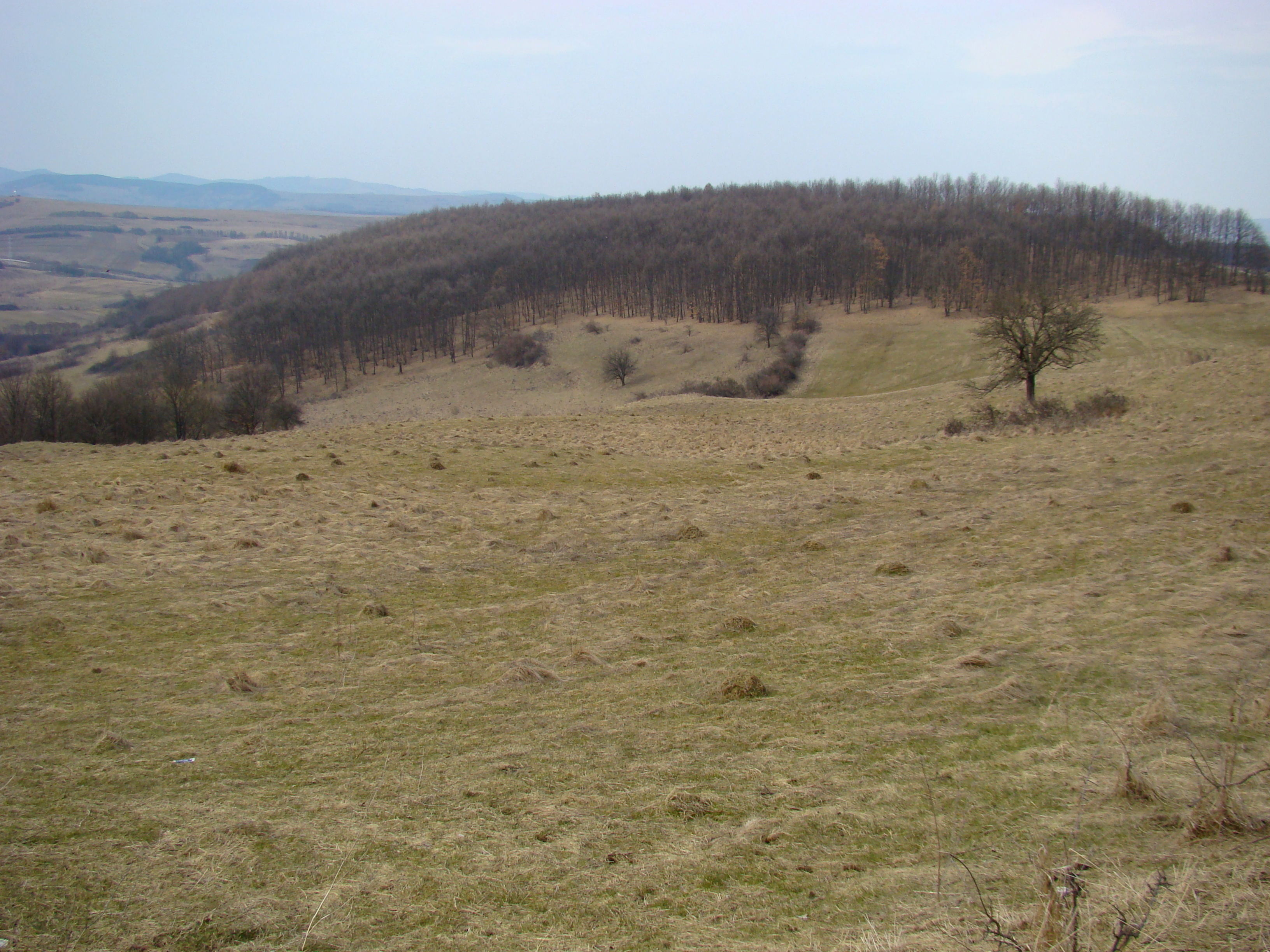
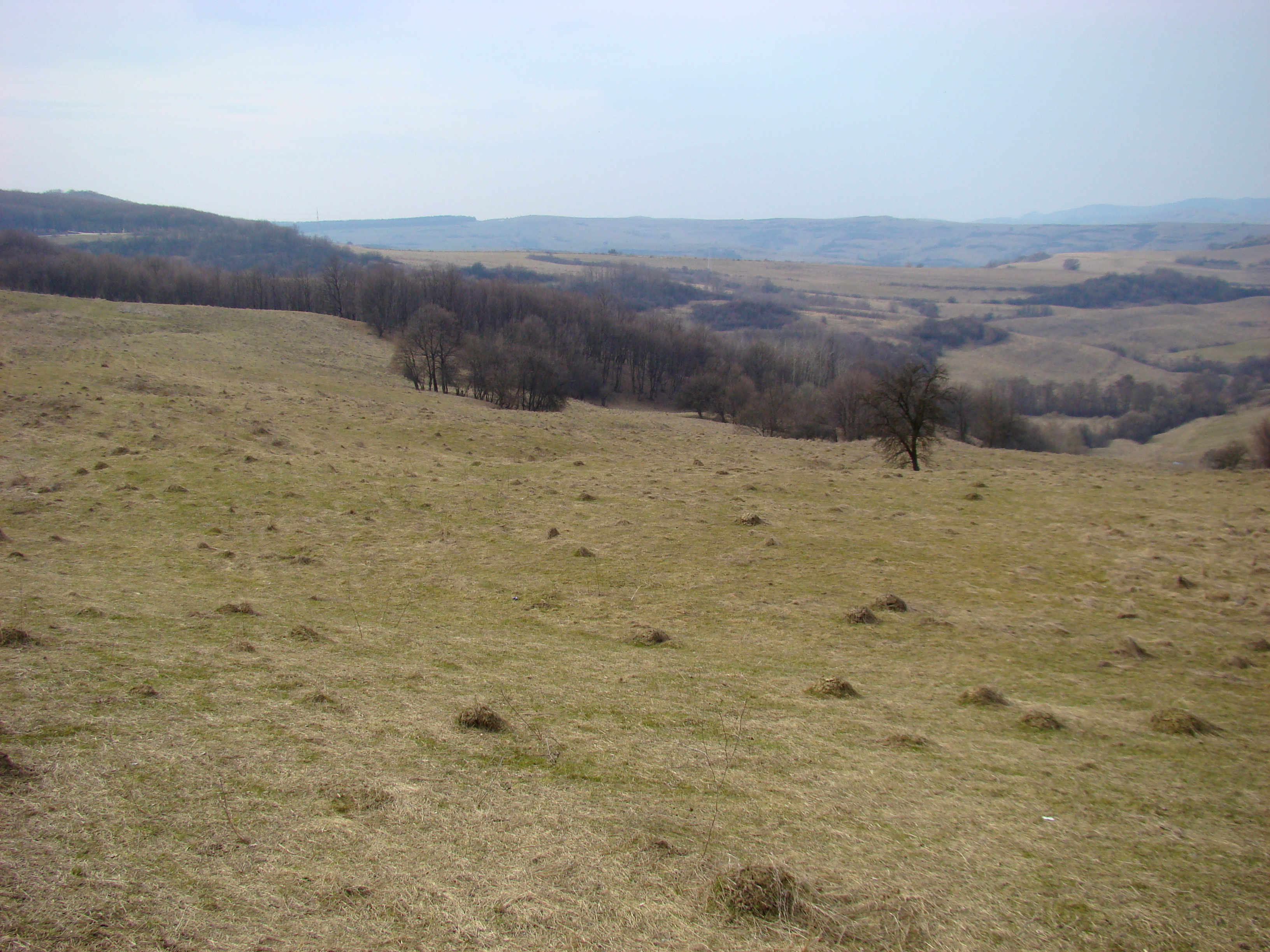
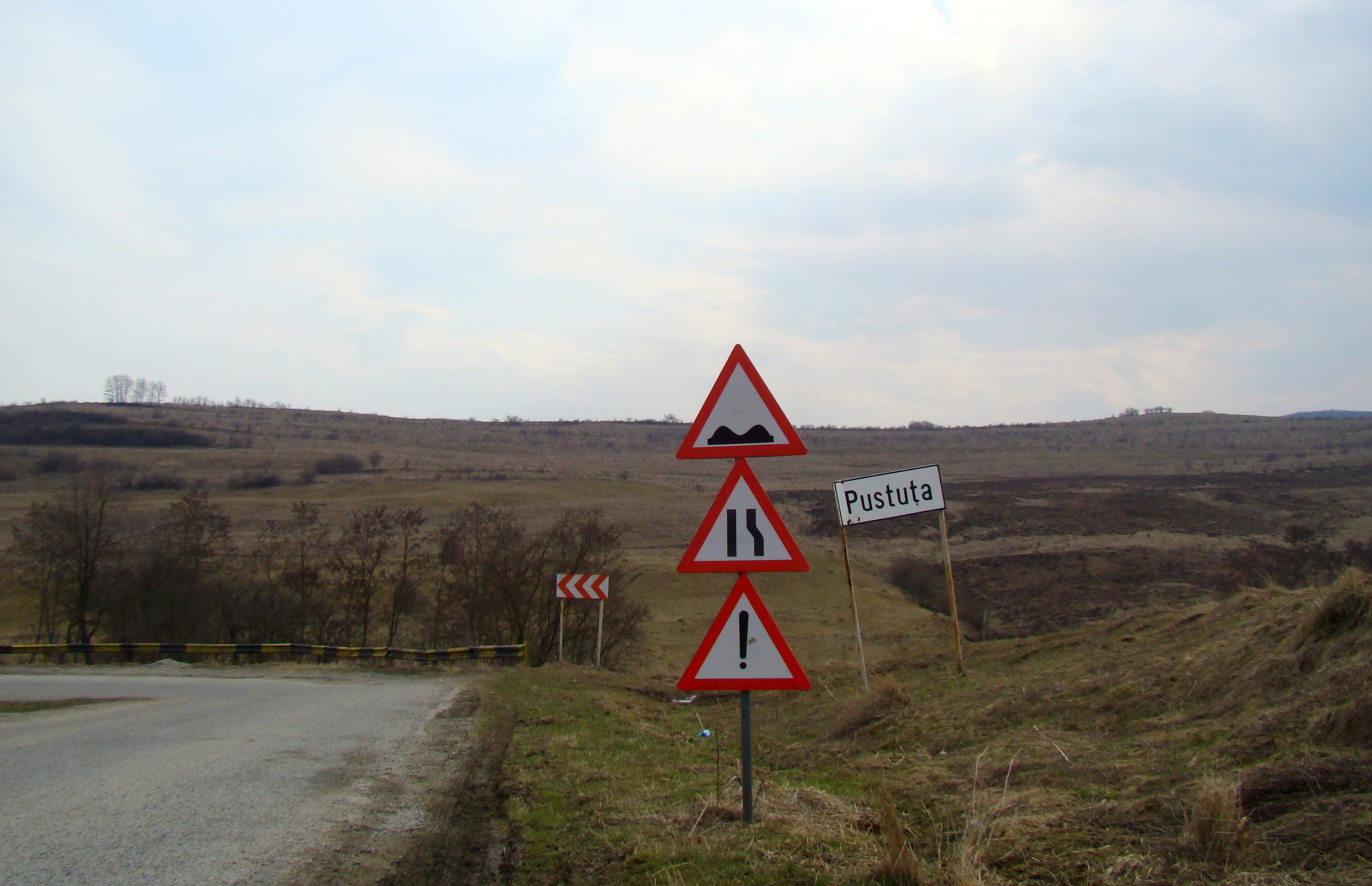
Intrarea în localitate
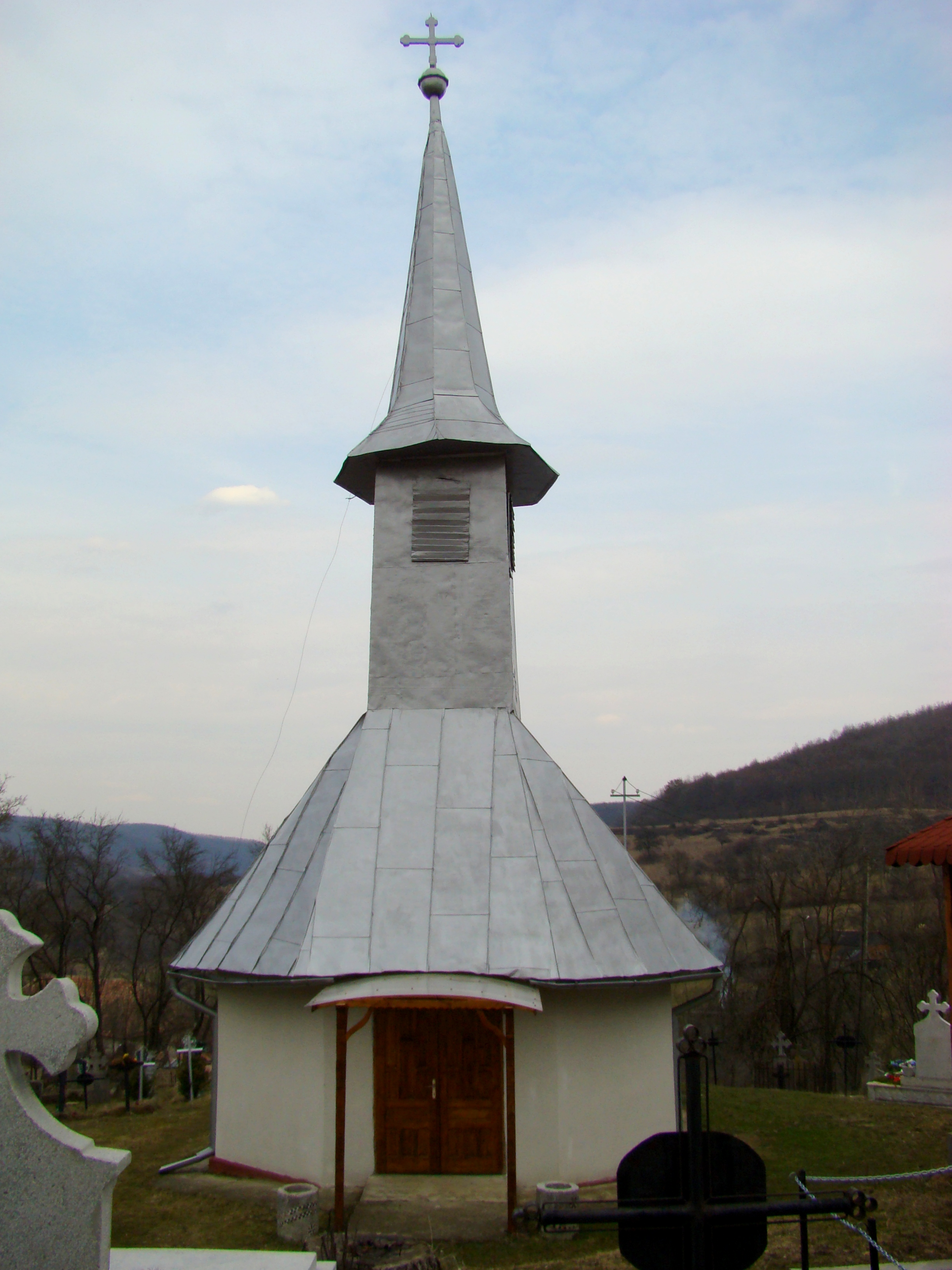
Biserica de lemn „Sfinții Arhangheli”
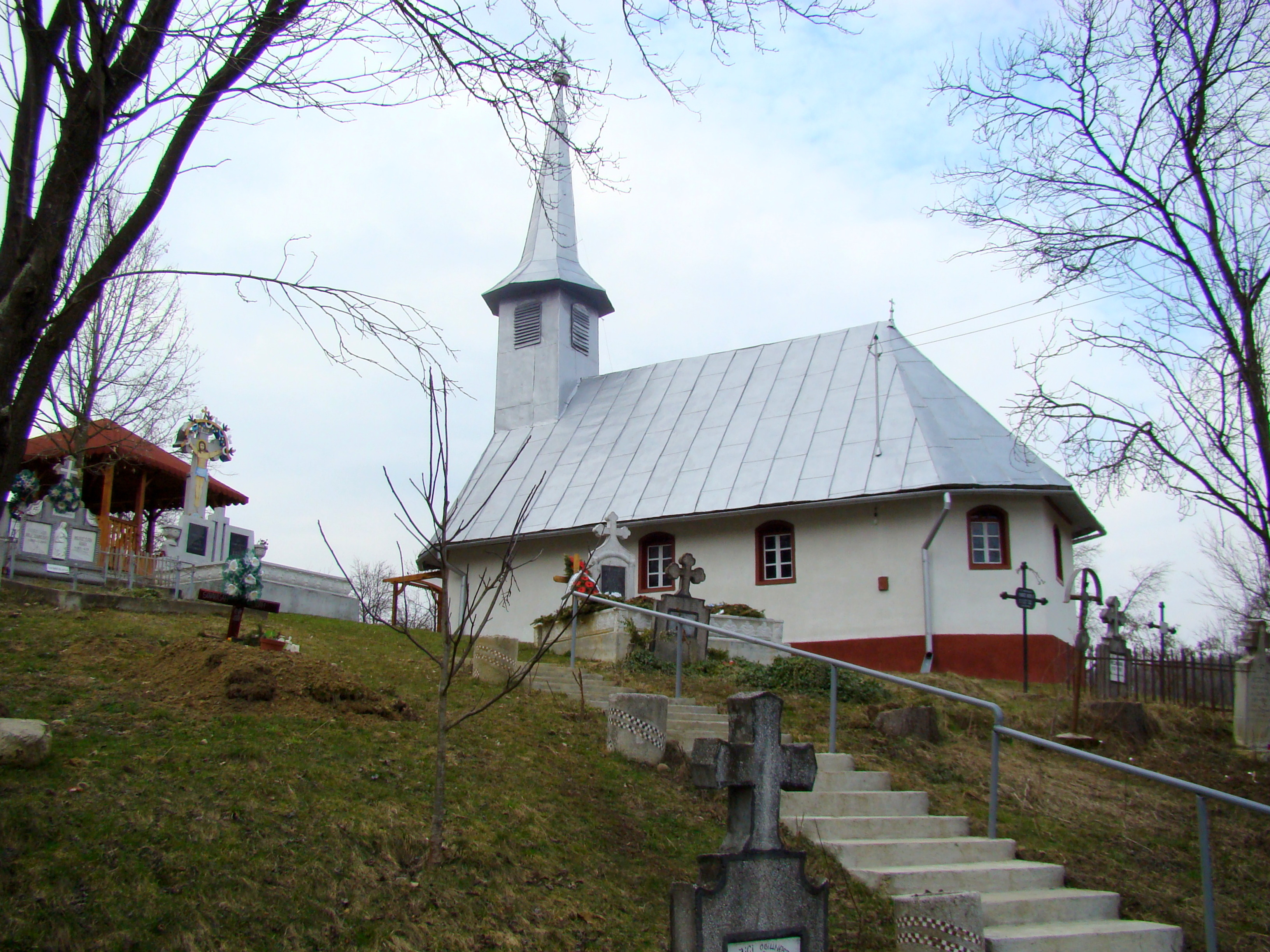
Biserica de lemn „Sfinții Arhangheli”